# قائمة بالزيارات الرئاسية الدولية لأحمد الشرع
هذه قائمة بالزيارات الرئاسية الدولية لأحمد الشرع بعد توليه رئاسة سوريا في 29 يناير 2025.

## ملخص
عدد الزيارات لكل دولة سافر إليها الرئيس السوري أحمد الشرع هي:
- مرة واحدة: فرنسا، البحرين ، قطر ،أذربيجان , الأردن، مصر، الكويت

الزيارات الرسمية للرئيس السوري أحمد الشرع
سوريا
زيارة واحدة
زيارتان
ثلاث زيارات أو أكثر

- مرتان: السعودية، الإمارات
- ثلاث مرات: تركيا

## 2025
|    | دولة     | المدينة                | التاريخ           | تفاصيل |
| -- | -------- | ---------------------- | ----------------- | --- |
| 1  | السعودية | الرياض جدة مكة المكرمة | 2 - 3 شباط/فبراير | زيارة عمل. التقى مع ولي العهد الأمير محمد بن سلمان. وكانت هذه أول زيارة رسمية إلى الخارج منذ سقوط نظام الأسد. ثم ذهب بعد ذلك إلى جدة متوجهاً إلى مكة لأداء العمرة.                                                                                                  |
| 2  | تركيا    | أنقرة                  | 4 شباط/فبراير     | زيارة عمل. التقى بالرئيس رجب طيب أردوغان. |
| 3  | الأردن   | عمان                   | 26 شباط/فبراير    | التقى مع الملك عبد الله الثاني. |
| 4  | مصر      | القاهرة                | 4 اذار/مارس       | للمشاركة في القمة العربية الطارئة. |
| 5  | تركيا    | أنطاليا                | 11-12 نيسان/أبريل | للمشاركة في منتدى أنطاليا الدبلوماسي |
| 6  | الإمارات | أبو ظبي                | 13 نيسان/أبريل    | للقاء الرئيس الشيخ محمد بن زايد آل نهيان والمسؤولين الاماراتيين |
| 7  | قطر      | الدوحة                 | 15 نيسان/أبريل    | زيارة عمل التقى خلالها بالشيخ تميم بن حمد آل ثاني ورئيس الوزراء العراقي محمد شياع السوداني |
| 8  | فرنسا    | باريس                  | 7 أيار/مايو       | زيارة عمل التقى فيها بالرئيس الفرنسي إيمانويل ماكرون والجالية السورية في فرنسا. |
| 9  | البحرين  | المنامة                | 10 أيار/مايو      | زيارة رسمية التقى فيها الملك حمد بن عيسى آل خليفة |
| 10 | السعودية | الرياض                 | 14 أيار/مايو      | زيارة غير رسمية التقى فيها بولي العهد السعودي محمد بن سلمان والرئيس الأمريكي دونالد ترامب على هامش القمة الخليجية الامريكية |
| 11 | تركيا    | إسطنبول                | 24-25 أيار/مايو   | التقى بالرئيس رجب طيب اردوغان، ووزير الخارجية هاكان فيدان ووزير الدفاع ياشار كولر ورئيس المخابرات إبراهيم كالن في قصر دولمة بهتشي، مصطحبا معه وزير الخارجية أسعد الشيباني ووزير الدفاع مرهف أبو قصرة. وقد التقى هناك بالمبعوث الأمريكي الخاص إلى سوريا توماس براك. |
| 12 | الكويت   | مدينة الكويت           | 1 حزيران/يونيو    | أول زيارة رسمية له إلى دولة الكويت وكان في استقباله وزير الخارجية عبد الله علي اليحيا. تمت بعد ذلك استضافته من قبل الشيخ مشعل الأحمد الجابر الصباح في قصر البيان.                                                                                                  |
| 13 | الإمارات | أبو ظبي                | 7 تموز/ يوليو     | زيارة عمل إلى الإمارات. وكان في استقباله وزير الخارجية عبد الله بن زايد آل نهيان للتباحث في العلاقات السورية الإماراتية. |
| 14 | أذربيجان | باكو                   | 12 تموز/ يوليو    | زيارة العمل الأولى للرئيس إلى أذربيجان، حيث التقى هناك برئيسها إلهام علييف وتباحثا في مواضيع، منها الطاقة. |

## اللقائات الدولية
| المنطمة                      | الحدث                                |     |
| ---------------------------- | ------------------------------------ | --- |
| جامعة الدول العربية          | القمة العربية الطارئة 4 آذار القاهرة | حضر |
| الجمعية العامة للأمم المتحدة | أيلول نيويورك                        |     |

## معرض الصور

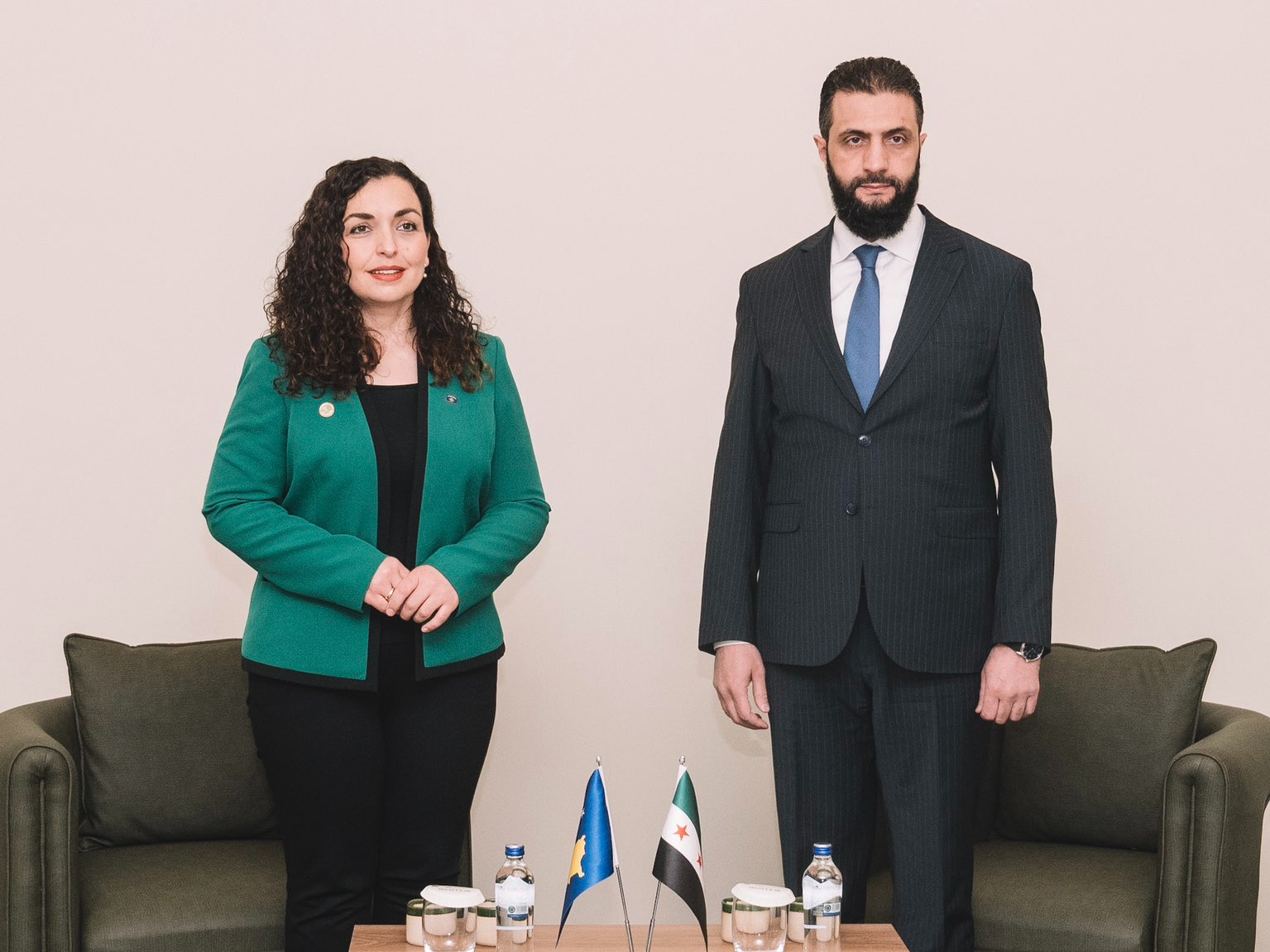
لقاء رئيسة كوسوفو فيزوا عثماني في تركيا على هامش منتدى أنطاليا الدبلوماسي
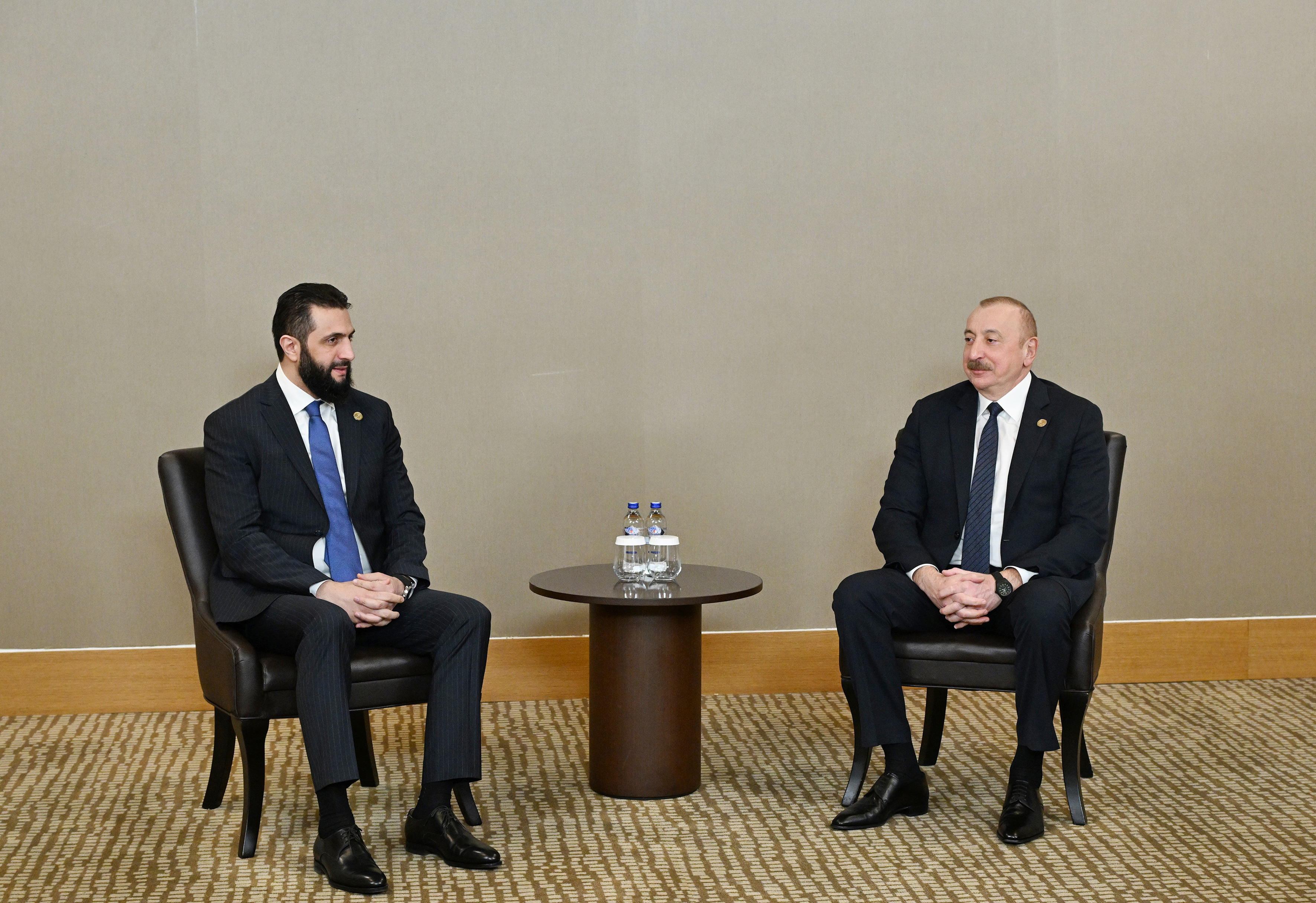
لقاء بإلهام علييف بتركيا على هامش منتدى أنطاليا الدبلوماسي
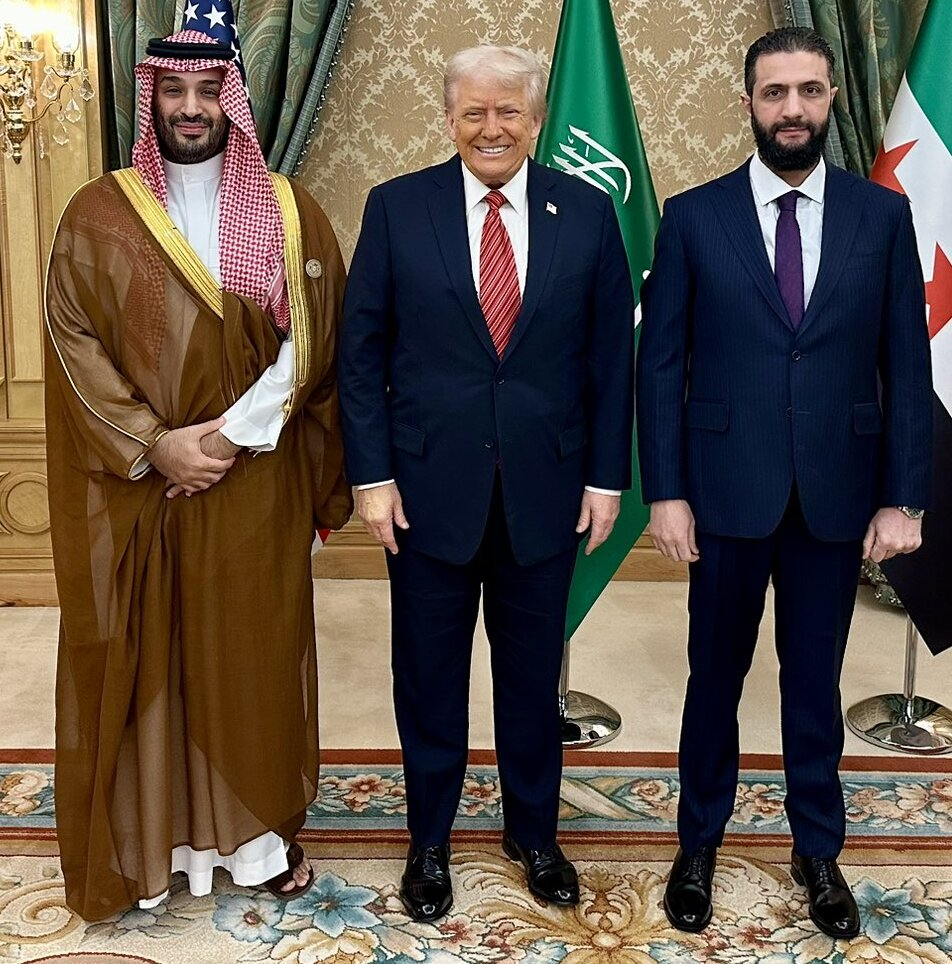
لقاء ترمب خلال زيارة إلى السعودية
الشرع يلتقي بالرئيس إمانويل ماكرون في زيارته الرسمية الأولى إلى فرنسا
الشرع يلتقي بالرئيس رجب طيب أردوغان في قصر الدولما باهتشه.
في زيارته إلى البحرين يلتقي بالملك حمد بن عيسى آل خليفة
لقائه برئيس دولة الإمارات الشيخ محمد بن زايد آل نهيان
في زيارته الأولى إلى قطر التقى بالأمير تميم بن حمد آل ثاني
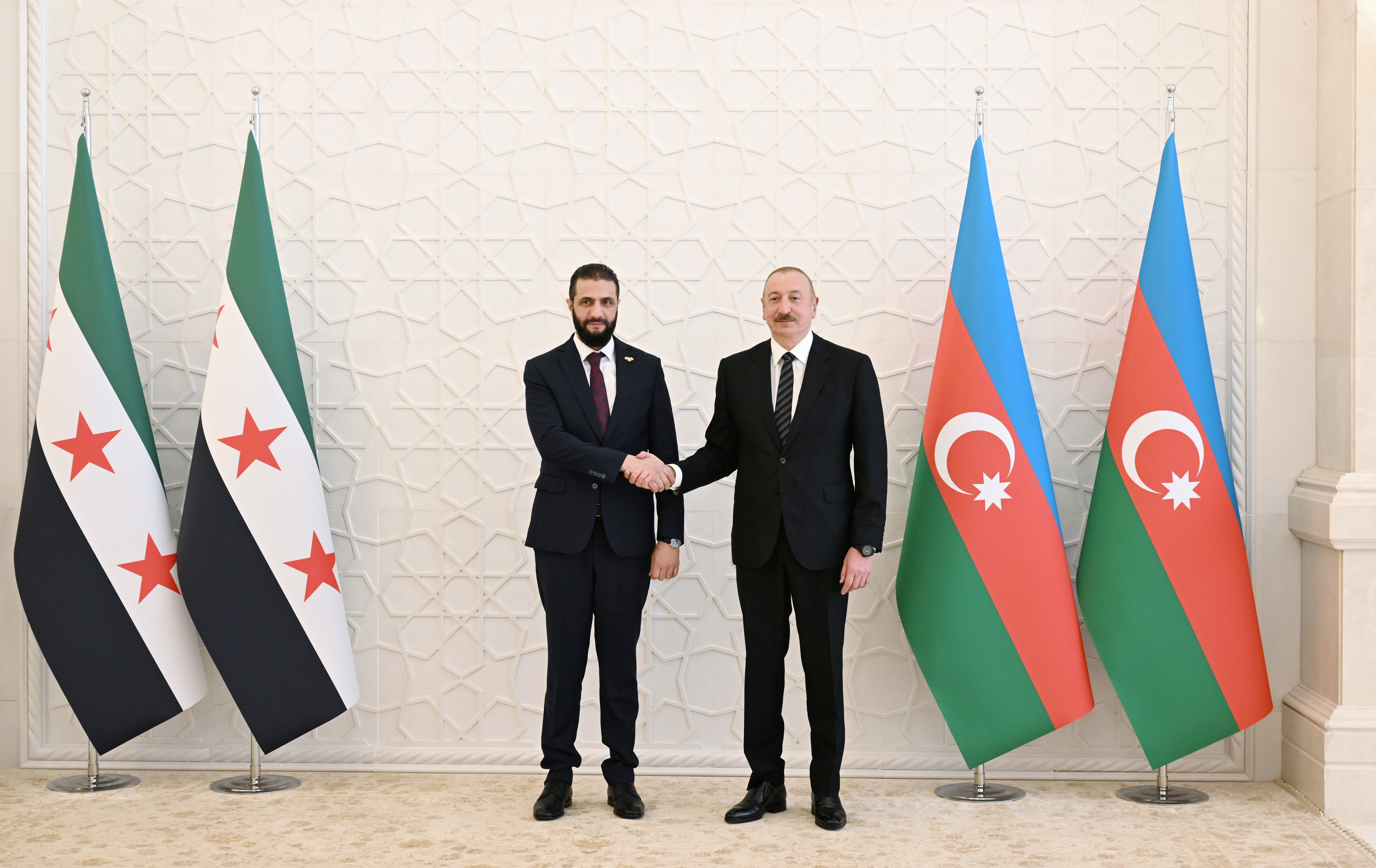
التقى الرئيس أحمد الشرع برئيس أذريبيجان إلهام علييف في باكو.